# Horní Kamenice
Horní Kamenice é uma comuna checa localizada na região de Plzeň, distrito de Domažlice.